# Чоловіки і коханці
Чоловіки та коханці (італ. La villa del venerdì) — кінофільм. Екранізація роману Альберто Моравіа.

## Сюжет
Стефан знаходить, що він не може більше терпіти угоду зі своєю дружиною, з якого вона належить йому в будні, а коханцю — по вихідних.